# りゅうちゃん
りゅうちゃんは、沖縄県の新聞社である琉球新報社のマスコットキャラクター。

## 概要

### プロフィール
生年月日2005年9月15日（琉球新報社の創立記念日）
性別男の子
出身ニュースの島（慶良間諸島の果てにあるという設定）
所属株式会社琉球新報社 広告局 営業部
身長新聞を広げたぐらい（約82cm）
体重琉球新報 約1ヶ月分（当初は朝夕刊1ヶ月分であったが琉球新報が夕刊発行を廃止したため変更）
血液型R型（架空の血液型）
好物山菜
嫌いな物大きくなりすぎたプレコ
特技エア三線
憧れの人高倉健、石原裕次郎

### キャラクターについて
2005年に琉球新報社の本社を那覇市泉崎から同市天久へ移転（現在は泉崎社屋の場所に新築したビルへ再移転）したのを機に、一般公募でデザインを募集し選ばれたデザインを元に生まれた。その体型は琉球新報社の「R」がモチーフ。活字文化を未来へつなぐという、紙面たすき（名刺やお菓子が入っているという噂）を体に巻き、頭上にはニュースをキャッチするアンテナ（コメント欄に取り外しが可能という情報あり）がついている。高知県のイメージキャラクターである「くろしおくん」とは親戚関係の噂があると自らブログでコメントしている。
口癖は「りゅう」。同僚との会話（テレビコマーシャル以外での場では直に声を発したことはない）やブログでの言葉尻に「りゅう」をつけるのがお約束となっている。次第に「りゅう」「りゅ」「りゅー」とバラエティに溢れた語尾から「ありゅがとう」といった、オリジナル「りゅう語」の開発にも日々余念がない。
なお、本紙紙面には日替わりの「りゅうちゃんクイズ」があり、日曜日の別刷り小中学生新聞「りゅうPON!」題字横に描かれるイラストやセリフは毎週テーマに合わせて変わり、語尾に「ひゃっほー！」を付けている。
本人が発信するブログ「りゅうちゃん日記（三代目）」のプロフィールによると「身長は新聞を広げたぐらい・体重は朝夕刊の約1ヶ月分」と新聞社らしい設定であるが、実際にイベントなどに出かける際の巨大化については「みんなに会いにいくときは、ちょっぴり大きくなりゅよ」というアバウトさでお茶を濁している。また「うれしいことがあると体の青い色が薄く、悲しいことがあると濃くなるんですりゅう」と記載されているが、実際に色が変化している様子は特に見受けられない。なお、巨大化した際には背中にチャックのようなものがあるが「これは背骨である」と本人は説明している。
りゅうちゃんの愛らしい雰囲気と表情は子供達への人気が高いが、ブログより伝わる天然さと顔に似合わないクールな一面が30代の女性達の愛玩心をくすぐり、根強い人気がある（りゅうちゃんクラブの会員構成より）という。
ツイッターには非公式のボットが存在する。

### りゅうちゃん日記の経緯
当初、エキサイトの無料ブログにてこっそりと公開されていたりゅうちゃん日記。自称アルファブロガー。恐れをなさずに何にでもチャレンジする破天荒な性格から、あっという間にその噂は広まり、予想外の反響がある。その後、コンピュータ用のカレンダー付き壁紙ダウンロードページや、りゅうちゃんのお友だち募集ページ、りゅうちゃんクイズ等があった「りゅうちゃんとあそぼう！」という独自のサイトが開設されるが、現在は閉鎖。エキサイトブログ内のりゅうちゃん日記は、公式ブログまで登り詰めることができず、容量が無制限へとなる「エキサイトブログ アドバンス（月額250円）」への登録も上司の許可が下りず。容量の関係で泣く泣く自社サーバの二代目、りゅうちゃん日記へと移行（エイプリルフールという日を狙っての移行）する。翌年にはインターネットとブログと琉球新報の紙面を繋げる無料会員制の「りゅうちゃんクラブ」が設立されると同時に三代目のりゅうちゃん日記へ移行し、現在に至る。
なお、琉球新報の朝刊に毎月2回掲載される紙面版のりゅうちゃんクラブには、りゅうちゃんからの近況報告のほか、飲食店等の割引が受けられる情報、加盟店の紹介、リレー方式で綴られるエッセー「話の玉手箱」やFEC所属のお笑い芸人小波津正光の「まーちゃんのお笑いニュース道場」等がある。

### りゅうちゃんのお仕事
同社の業務（人事）と高校野球の応援、並びにブログでの執筆業の傍ら、パンフレットやゆいレールの看板広告へのモデル業、本紙及び同社がフランチャイズ発行している新報スポニチへの新聞広告及び紙面への登場、ラジオ・テレビコマーシャルやラジオ番組へ出演という地道なPR活動等がある。そのほか沖縄県内の幼稚園や保育園、各種団体や企業等を訪れ、りゅうちゃん体操の普及に努めたりと幅広く活躍している。2008年10月にはローソンとコラボレーション。「りゅうちゃん商店 in ローソン」と銘打ち、オリジナル商品のキャンペーンを催すなど琉球新報以外での活躍の場も広がりつつある。
県内でのお祭りや各種イベント時には、印刷機材や通信装置を搭載した同社の移動編集車「りゅうちゃん号」と共に出動（記事には災害時や事件、事故現場にとあるが、イベント以外には同行しないと思われる）し、地域に密接した紙面をいち早く届ける。
琉球新報本社のある那覇市内だけでなく、沖縄本島や石垣島など沖縄県内では幅広く活動実績があり、全国発売の雑誌にもたびたび登場している。本人は長年東京進出を夢見ていたものの沖縄県外への進出を果たせずにいたが、2010年4月放映のフジテレビ系のテレビ番組「熱血!平成教育学院」へのゲスト出演で念願の上京を果たしている。
2007年の8月よりbjリーグに新規参入した沖縄県をホームタウンとするプロバスケットボールチーム、琉球ゴールデンキングスのスペシャルメンバー。同チームのホームでの試合には観客の盛り上げ役としてコートに出場し貢献している。どうやらりゅうちゃん専用のユニフォームは作られていないようだが、その背番号として「#915」のみが与えられている。
長らく人事部で活躍してきたが、りゅうちゃん本人が高嶺朝一社長（当時）に直談判する形で異動が認められ、2010年7月1日より広告局人事部に配属。
たまに、連載中の4コママンガ｢がじゅまるファミリー｣にも登場する。

## 主なエピソードと性格
お調子者のりゅうちゃんは当時流行していたイナバウアーポーズを連発し、過去二度ほどバブルス病院（北谷町にあるカスタムウェットスーツショップ「バブルス」。りゅうちゃんの着ぐるみのメンテナンスを委託されている）へと入院している。
沖縄タイムスの子ども向け紙面「ワラビー」のキャラクター「ワラビー」や、有名なマスコットキャラクターとして知られるガチャピンにも律儀に「先輩」と敬称をつける性格や上司に物怖じしないブログでの大胆な語り口から、初対面への上下関係には一見厳しいが慣れると意外にそうでもないと推測される。
同社の創立記念日でもある毎年9月15日前後には「りゅうちゃんのおたんじょう会」というファンの集いを催し、実際に年齢を重ね成長している。ちなみに、1歳と2歳の「おたんじょう会」には予定していた日に台風が接近し、延期を余儀なくされている。
「りゅうちゃんのお友だち募集」という企画から生まれた、同い年の「みな子ちゃん」という幻の女の子に恋い焦がれているという初期設定。その後、彼女はテレビコマーシャルのオンエア用の「りゅうちゃんのうた♪」をりゅうちゃんのために歌っているが、りゅうちゃんの活躍とともに徐々にその出番は少なくなってきているようである。
2008年の7月某日。ブログのネタでりゅうちゃん商店のオリジナルグッズでもあるランチボックスに手作りマイキャラ弁当を詰めていたりゅうちゃんの脳裏に妙案が閃く。その足でコンビニエンスストアのローソン（沖縄支店）を訪問。ゴリ押しのプレゼンが功を奏したのか、10月28日より沖縄県内のローソンにて「りゅうちゃん弁当」を「りゅうちゃんデニッシュドーナツ・りゅうちゃんアイス・りゅうちゃんヨーゴ（473ml）」と同時に11月24日まで販売。
2011年11月14日。「なうなうしてると、ブログの更新がおろそかになるのでは」と危惧して避けていたTwitter。近年のブログ更新頻度の低さから、ついにTwitterを開始する。

## 関連グッズ
Tシャツをはじめとする各種キャラクターグッズが琉球新報本社ビル内にある、読者サービス室で購入が可能。また契約した書店やファンシーショップでも販売されているほか、同社オンラインショップでも取り扱っている。りゅうちゃんクラブに予め加入していると会員価格で購入ができる。ちなみにオリジナルグッズは在庫がなくなるとレアグッズになる可能性が高い。

### オリジナルグッズ
| - クリアファイル - ストラップ（ちびりゅうちゃん） - りゅうちゃんTシャツ（子ども） - りゅうちゃんTシャツ（大人） - りゅうちゃんシエスタ（だきまくら） - りゅうちゃん缶バッジ - りゅうちゃんポストカード - りゅうちゃんエコバッグ - りゅうちゃんランチボックス - OKINAWAアニマりゅう（Tシャツ） | - かりゅゆし - りゅうちゃんタンブラー - りゅうちゃんキーカバー - マトリューシカ（海） - マトリューシカ（エイサー） - りゅうちゃんロンパース（全身りゅうタイツ） - 沖縄かりゆし手帳（大） - 沖縄かりゆし手帳（小） - りゅうちゃんえんぴつ - りゅうちゃんお手玉 | - りゅうちゃんメモパッド |

### レアグッズ
| - りゅうちゃんシール - りゅうちゃんTシャツ（誤発注バージョン） - りゅうちゃんのうた（CD） - りゅうちゃんグラス - りゅうちゃんエコバッグ（非売品カラー） - 琉球ゴールデンキングス・りゅうちゃんコラボ特製うちわ - りゅうちゃん・ がじゅまるファミリーコラボうちわ - 金のりゅうちゃんTシャツ - りゅうちゃん飴 - りゅうちゃんタンブラー替えシート - 三歳記念Tシャツ - りゅうちゃん特製琉球ガラスの記念プレート - ローソン限定 オリジナルりゅうちゃんカレンダー - ローソン限定 オリジナルりゅうちゃんTシャツ | - ローソン限定 オリジナルりゅうちゃんシエスタ - クリアファイル（りゅうちゃん弁当の購入者に先着） - りゅうちゃん４歳記念Tシャツ - りゅうちゃんタンブラー着せかえシート（トロピカル） - りゅうちゃんタンブラー着せかえシート（フラりゅうちゃん） - りゅうちゃんネックレス - りゅうちゃんチロルチョコ - 秘蔵映像DVD - ガラス玉ネックレス - チロルチョコストラップキット - 5歳のお誕生日＆おのぼり記念コラボTシャツ（バースデーケーキ） - 5歳のお誕生日＆おのぼり記念コラボTシャツ（おのぼり東京タワー） - りゅうちゃんフォトフレーム - りゅうちゃんぬりえ絵本 |

## りゅうちゃんのお友だち
| - ちょうのチョリちゃん - みな子ちゃん - 犬のJOYくん - ピラミャンコ - マルマルくん - シーくん - OBAちゃん - おもしろそう氏とさんしん親方 - ライオンのライくん - メロンちゃん - ニセりゅうちゃん - タマゴン | - 包丁怪獣・ギリギリくん - スーパーぴょんこちゃん - あんまんがめ - にっちゃん - いかぼうず - おすし太ろう - 感動くん - ポップさん - サッカーくん、ゴーヤーちゃん、おきなわラーメンちゃん - パーランくん - うさぎちゃん - バーベQーちゃんとサックちゃん - レインボーバートちゃん | - ネコキング - ハッピーマン - さすきー - ケータイくん - ふたごのさくらんぼちゃん - 生き物博士 - しょく業三兄弟 - やじるしくん - ライトくん - たまたま - かるる - コメイト - 畑人リースケくん | - ガッツマン - 装ちゃん - ヘラハート - 満点君 - きりんりり - しんぶんちゃん - ナマズ君 - スイカメ - くーちゃん - かいりとりゅう子 - えいさちゃん |